# Las cosas pares
«Las cosas pares» es una canción del repertorio del grupo de música pop, Mecano, perteneciente al álbum de Entre el cielo y el suelo (1986). Esta canción fue la cara B del sencillo Cruz de navajas, segundo sencillo en promocionado a nivel radial en España (no en todos los países en orden en que se fueron promocionando los sencillos era el mismo).
Es una canción escrita y producida por Nacho Cano y se trata de una canción hecha en medio-tiempo llena de unas sonoridades mucho más cercanas al rock-pop-acústico que al propio estilo tecno-pop tan característico del grupo en sus primeros álbumes. Vale decir, que para el álbum de Entre el cielo y el suelo, casi todas las canciones que compuso Ignacio Cano, no tenían ese sonido tan “tecno” que lo caracterizó a él en álbumes anteriores; sino más bien se ve un acercamiento a canciones con una apariencia mucho más rock, con la implementación de batería acústica, mucha más guitarras eléctricas y menos teclados así como menos percusión electrónica.
Es una canción de corte sencillo, es decir, no es el típico hit de Mecano, pero que sin embargo ofrecía otras sonoridades a las que el público que seguía su trayectoria, quizá no estuviera tan familiarizado. Esta canción no figuraba en el LP, sino que solamente apareció tanto en el casete como en el disco compacto de este mismo álbum.

Las cosas pares, es una canción un tanto minimalista, por la poca utilización de instrumentos musicales: guitarras eléctricas en primer plano, un bajo rellenando los "huecos sonoros" que hay por detrás, batería acústica haciendo la percusión y teclados de fondo casi imperceptibles; todo esto, junto con la vocalización de Ana Torroja… Es una de las pocas temas en donde Nacho utiliza muy poco las Voces de Acompañamiento de fondo para adornar la voz principal, casi que ni se sienten sino se escucha con atención la canción... por lo tanto, la voz de Ana en esta canción, se usa más “en crudo”, es decir, más al desnudo, más al natural.. 
La canción nos narra el típico proceso de idolatría corpórea que puede sufrir una persona cuando se está enamorado de otra: en la canción, el personaje que cuenta la historia, va detallando todas y cada una de las partes del cuerpo de la persona amada, sobre todo aquellas que vienen en número de dos: Los ojos, las orejas, las manos, etc… Así como también se toca en cierto modo, la idea generalizada de que cuando alguien piensa en otra persona; ésta al mismo tiempo está pensando en uno.